# 内马尔
内马尔·达席尔瓦·桑托斯·儒尼奥尔（葡萄牙語：Neymar da Silva Santos Júnior，葡萄牙語發音：[nejˈmaʁ dɐ ˈsiwvɐ ˈsɐ̃tus ˈʒũɲoʁ]；1992年2月5日—），通稱内马尔（葡萄牙語：Neymar），是一名巴西職業足球員，世界顶级足球运动员之一，目前效力於巴甲球會山度士，主要司職左邊锋，也可以司職進攻中場。
內馬爾被稱作為最後一名森巴舞者，是近年來少數屬於森巴風格的球員（比較著名的有罗纳尔迪尼奥、和罗纳尔多等），亦是當今足壇最強左邊鋒之一，偶爾客串第二前鋒或進攻中場，最近在俱樂部的比賽裡也打過中鋒，在邊路活動時是具有組織能力的側翼。內馬爾是名右腳球員，卻有著不俗的逆足能力，盤帶、創造力、傳球、射術和技術能力都非常出色，速度飛快且具爆發力；不管是在左翼還是右翼，內馬爾都可以自行內切射門或傳中來撕裂防線。
內馬爾被認為是他這一代最好的球員之一，與梅西、C羅齊名，被譽為足壇最佳第三人，亦被球王比利以及傳奇球星小羅視為巴西頭牌10號接班人。他以華麗的比賽風格、傳球能力和雙腳能力而聞名。內馬爾為三家不同的俱樂部打進了至少100個進球，是為數不多的做到這一點的球員之一，並且是歐冠歷史上進球最多的巴西球員。
內馬爾在19歲時贏得了2011年南美足球先生的稱號，且在2012年再次贏得此稱號；2011年內馬爾收到國際足聯金球獎提名，獲選第10名，他還贏得2011年國際足聯普斯卡什獎的年度最佳進球獎。內馬爾在巴塞隆拿效力期間與美斯及蘇亞雷斯組成了「MSN組合」被譽為當代最強三叉戟鋒線。2014-2015球季，「MSN組合」合共攻入122球，被視為歷史級的鋒線組合，並協助巴塞隆納成為史上第一支兩奪三冠王的球隊；三人合作的三年期間（2014~2017）合計共攻入302球，寫下足壇歷史紀錄。
2017年8月的夏天轉會窗，內馬爾以2.2億歐元轉會至巴黎聖日耳曼，成為歷史上轉會費最高的球員，并和卡瓦尼、姆巴佩组成「MCN組合」；巴黎聖日耳曼開出為期五年，稅後年薪3,000萬歐元的高薪合約。2019年，根據《福布斯》的全球運動員收入排行榜，內馬爾以年收入1.05億美元排名第3名。
2023年8月，內馬爾宣布退出巴黎聖日耳曼，選擇以兩年1.6億歐元高價轉會至沙地希拉爾足球會
2023年9月，內馬爾在2026年美加墨南美世界杯預選賽首輪比賽中再次展現出了他的無與倫比的射術和進球能力。
在巴西對決玻利維亞下半場的比賽當中梅開二度，在比賽最後時刻再進一球，最終率領巴西隊以5:1獲勝，這個成就讓他的國家隊進球數來到了驚人的79球。超越了球王的77球，使他成為巴西國家隊隊史上的進球王。

## 早年
內馬爾出生於巴西莫日-达斯克鲁济斯，繼承了父親內馬爾·桑托斯的名字，他的父親是一名前職業足球運動員，使得內馬爾的足球才華得到迅速施展，成長迅速。內馬爾曾經這樣評價他的父親：“我的父親在我小的時候就一直陪伴在我身邊，照顧我的各種事情，我的經濟，我的家庭。”
2003年，內馬爾也加入到桑托斯。桑托斯青訓學院曾是著名球星和開始職業足球生涯的地方。隨著足球生涯的成功，內馬爾家也買了第一棟屬於自己的房產，家庭生活品質也得到改善。14歲時，內馬爾前往西班牙與皇家馬德里青年隊一起試訓。然而，他並沒有留在馬德里，因為他的父親當時決定，他更喜歡這位年輕的神童在桑托斯踢球並快樂成長。在內馬爾15歲時，每月薪水是1萬巴西雷亞爾，在16歲時是2萬5巴西雷亞爾每月。在17歲時，內馬爾簽訂了職業合約，並進入到桑托斯一線隊，也接到不少贊助。

## 俱樂部參賽

### 山度士
內馬爾在山度士接受青年训练，於2009年被提升到一线队。虽然他只参加了一年职业联赛，却已经被认为是新，甚至是新，并且受到很多欧洲球队的注意，包括巴塞隆拿、曼城、曼联、国际米兰、AC米兰、皇家马德里、阿仙奴、車路士及西汉姆联等都有意羅致他，然而球隊已經與他續約至2014年世界盃足球賽時期。

### 巴塞隆納

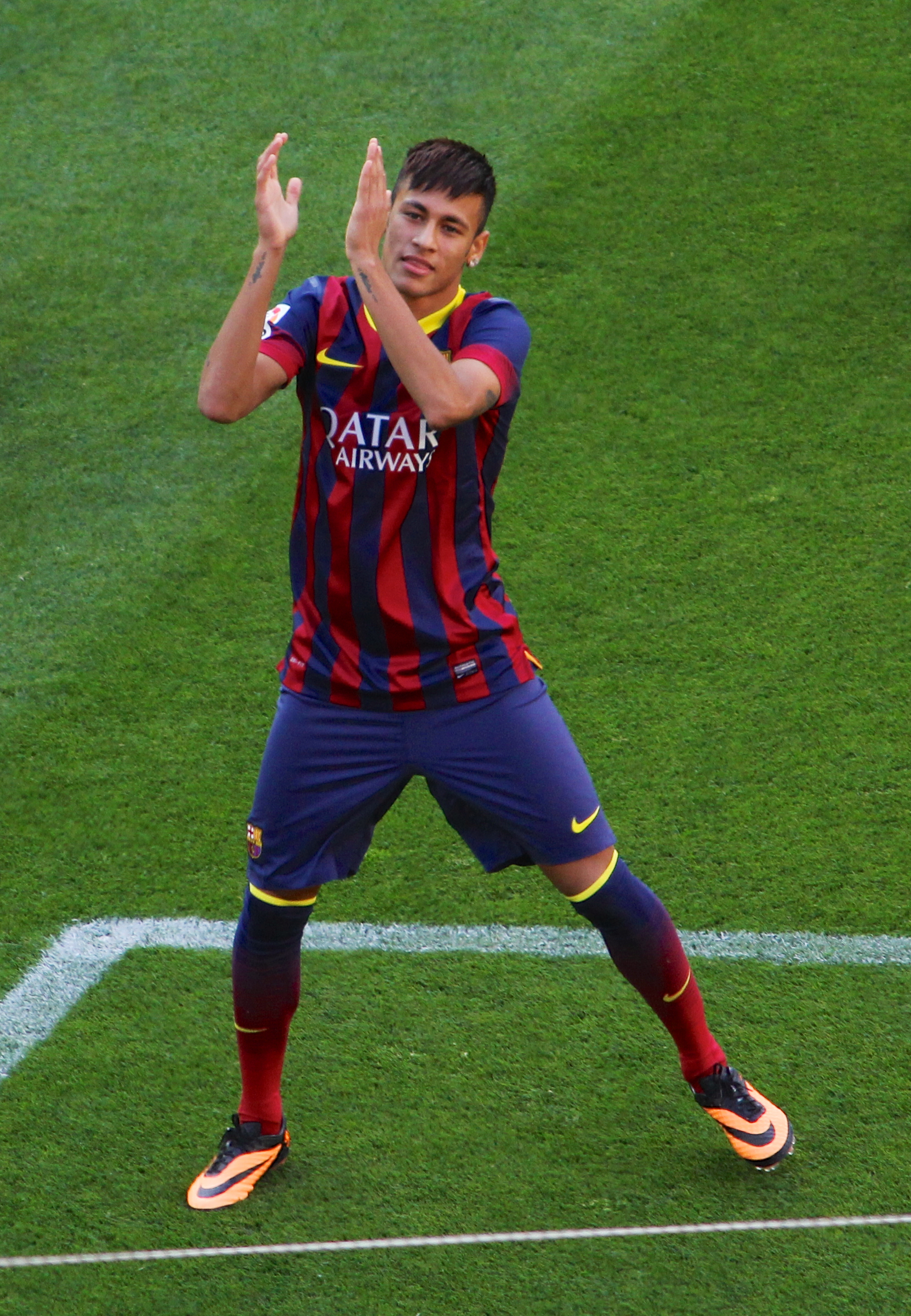
2013年6月尼馬在魯營球場的加盟儀式亮相，共56,500名球迷熱烈歡迎。

2013年5月26日，官方宣布內馬爾加盟巴塞隆拿，簽約5年，轉會費為5710萬歐元。
加盟的第二場正式比賽，於超級盃作客馬體會，攻入代表巴塞的首個正式比賽入球，助球隊扳平總比數1-1。巴塞憑這個作客入球贏得超級盃。10月26日首次參與國家打吡，19分鐘便攻破皇馬，並助攻山齊士射入奠勝球。
2014-2015賽季，內馬爾助巴塞成為三冠王，共囊括西甲射手榜第三名、西班牙國王盃金靴獎、並以10球與C羅和梅西並列歐冠金靴獎，更在歐冠決賽進球。
內馬爾加盟巴塞隆納俱樂部兩個賽季，只用了89場比賽即為球隊攻入54顆進球，其中聯賽31顆、歐冠14顆、西班牙國王盃8顆、西班牙超級盃1顆。
內馬爾和梅西、蘇亞雷斯組成的「MSN」於2014-2015賽季為巴塞隆納攻進122球。
在2015-16賽季，各項賽事中，梅西、內馬爾和蘇亞雷斯總共攻入130個入球，打破2014-2015賽季總入球數，當中內馬爾個人攻入30球。
2016年10月21日，尼馬正式動筆與巴塞隆拿續簽新約，合約為期5年，直至2021年。
尼馬與巴塞所簽的新約為期5年，據巴塞早前透露，在續簽新約後，尼馬的年薪為1600萬歐元，合約還將設有買斷條款，首年毀約金高達2億歐元，然後會逐步提升，次年是2.2億歐元，最後3年則是2.5億鎊。
2017年3月8日，尼馬在歐冠十六強次回合表現突出，尤其在球隊遭對手攻入一個作客入球，再需要三球才有可能出綫且時間有限的絕境下，於第88及91分鐘3分鐘內梅開二度，並於95分鐘比賽僅剩20秒就完場時用不慣的左腳妙傳助攻沙治·羅拔圖絕殺巴黎聖日耳門，比數6-1，合計6-5。尼馬帶領巴塞成為首支克服首回合落後四球的劣勢，歷史性反勝晉級的球隊。尼馬賽後當選比賽最佳球員。他亦表示這是職業生涯中表現最好的一場比賽。在本場比賽中，尼馬交出本季歐冠第8個助攻，打破歐聯單季最多助攻紀錄，亦位居本季助攻榜榜首。尼馬在6次對陣巴黎聖日耳門中合共攻入7球，使巴黎成为被巴西边锋破门次数最多的欧冠对手。

### 巴黎聖日耳門
2017年8月初的夏天轉會窗，巴黎聖日耳門買斷尼馬在巴塞隆納的合約，轉會費為破世界紀錄的2.22億歐元，令MSN組合成為絕響。同日巴黎聖日耳門公佈尼馬穿讓出的10號球衣，而柏斯托尼改穿27號球衣，而尼馬與其餘4名巴西國家隊隊友並肩作戰（分別是泰亞高·施華、馬昆奴斯、丹尼爾·艾維斯和卢卡斯·莫拉）。
2017年8月13日，尼馬上演在巴黎聖日耳門的地標戰，他在對甘岡的比賽中正選上陣，並在下半場攻入一球，最後巴黎聖日耳門以3:0擊敗甘岡，取得3分。
2020年9月2日，巴黎聖日爾曼官方表示，有3名球員2019冠状病毒病檢測結果為陽性，名單為内马尔和隊友安赫尔·迪马里亚、莱昂德羅·帕雷德斯，目前都已經接受相關治療，並至少將隔離一周，所有球員和工作人員接下來也都將接受檢測。
2020年9月，巴黎聖日耳門對馬賽的對賽中，两队爆发冲突，内马尔亦参与其中并被红牌罚下。内马尔称马赛后卫阿尔瓦罗·冈萨雷斯辱骂自己是“猴子”；然而西班牙塞尔电台事后报道称尼馬对阿尔瓦罗发表恐同言论，又辱骂馬賽日籍後衛酒井宏樹為「中國垃圾」（Chino de mierda）。此事遭法國足總或立案調查，有報導指出他可能會被停賽20場。当地时间9月30日，法国足协公布调查结果，认定没有直接证据显示内马尔和阿尔瓦罗有恐同或种族歧视言论，因此不会对二人进行追加处罚。

### 希拉爾
2023年他在冬季轉會窗轉會至希拉爾，他在入隊之後立即受傷，休息大約一年。在2024年他回歸球場後再受傷後，休息至2025年1月，被網民批評，因此他决定於2025年1月27日解約離隊。

### 回歸桑托斯
2025年1月30日，內馬爾通過社交媒體宣佈，將與他的第一家俱樂部桑托斯簽訂合同。第二天，桑托斯確認他回來了，雙方簽署半年合約；他將穿上球王比利傳承的10號球衣，這是後者在1956年至1974年期間所穿的號碼。
內馬爾於2025年2月6日再次代表佩克斯完成首秀，在保利斯塔主場1-1戰平博塔弗戈的比賽中，他半場替補加布里埃爾·邦坦普。據路透社報導Urbano Caldeira體育場爆發出慶祝聲，歡呼雀躍、淚流滿面的球迷點亮了手機，在開球前向這位12年前離開俱樂部的前鋒表示英雄般的歡迎；賽後他獲得了全場最佳球員獎。
10天後，內馬爾回來後打進了自己的第一個進球，在主場3-1戰勝Água Santa的比賽中通過點球打進了首球；他還助攻吉列爾梅打進了俱樂部的第三個進球，並獲得了全場最佳球員獎。2025年2月23日，內馬爾直接利用角球進球，再次獲得全場最佳球員；彼時宣告著巴西最耀眼的那個巨星，逐漸回到了我們的身邊。

## 國家隊參賽
尼馬在2009年曾经代表巴西U17国家队参加世界U17足球锦标赛。同年，他亦代表巴西參與在意大利舉行的第七屆無家者世界盃。
在2011年美洲國家盃中，尼馬亦在分組賽對陣厄瓜多爾中取得兩個入球。
2012年倫敦奧運中，尼馬為巴西U23奪得奧運足球銀牌。

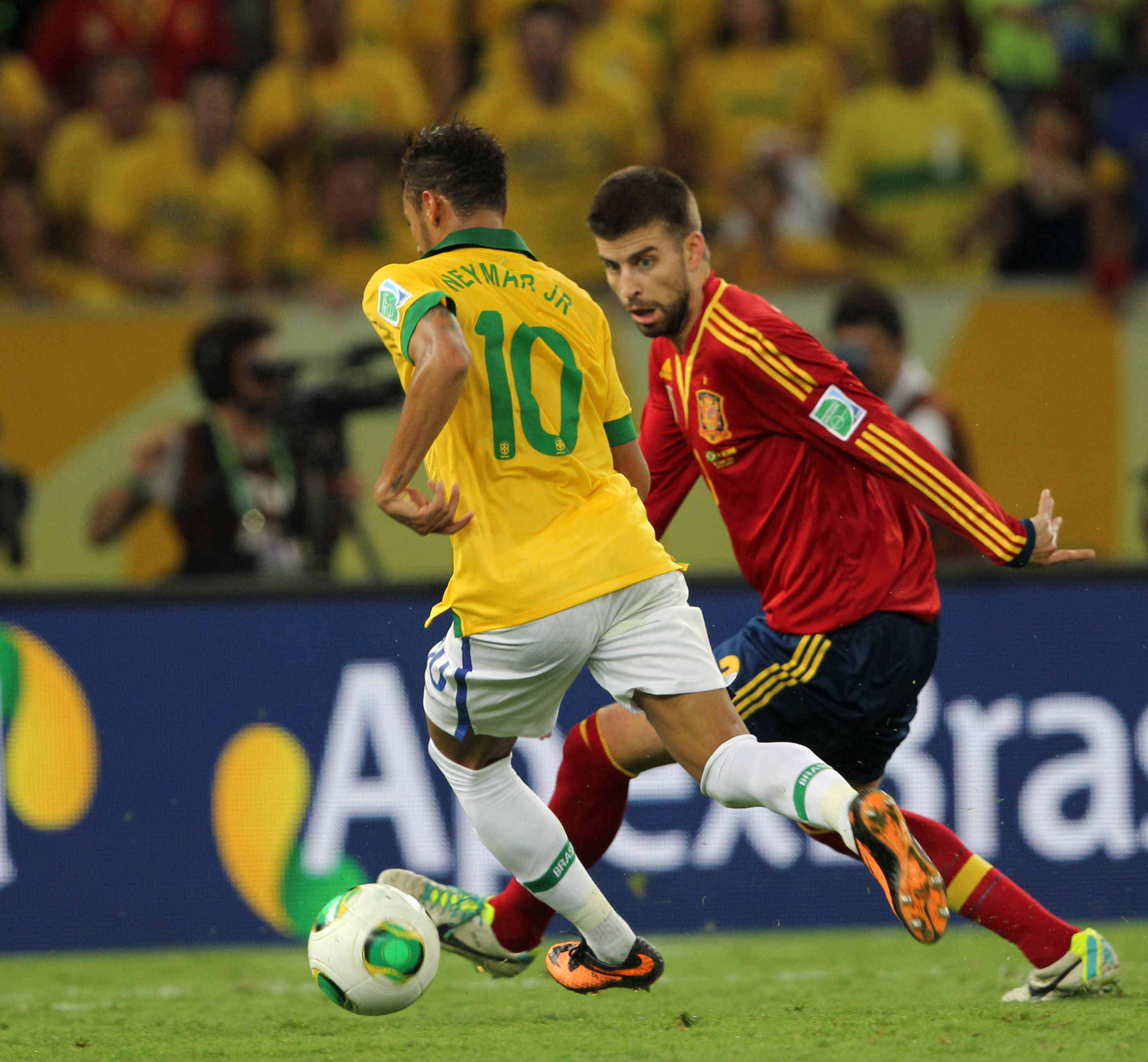
2013年為巴西出戰2013年洲際國家盃對西班牙的尼馬

2013年洲際國家盃，尼馬5場比賽，攻入4球交出2助攻。尼馬分組賽連續3場獲得最有價值球員、決賽最有價值球員、賽會金球獎及銅靴獎。他在是次洲際國家盃中冒起，成為巴西新星。

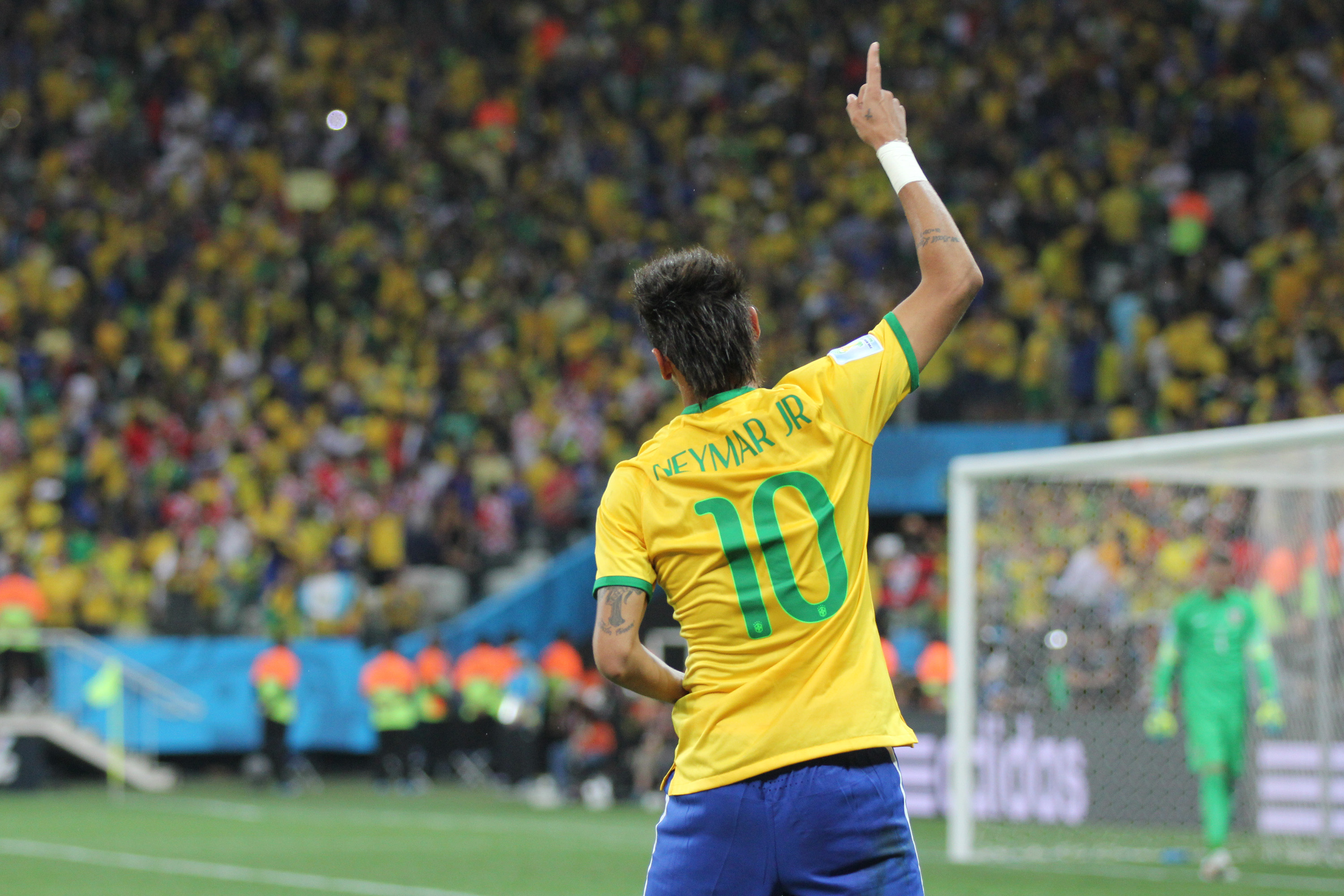
2014年為巴西出戰2014年世界盃對克羅地亞的尼馬

尼馬參加2014年世界盃原是巴西隊邁向6冠王的主要希望，在對智利一役，右膝蓋和左後腿都受到撞擊；又在對哥倫比亞之戰，被对手哥倫比亞後衛辛尼加的膝蓋頂到內馬爾背部，造成脊椎骨骨裂，隊醫隨後表示將無法在繼續接下來的比賽。最終東道主巴西令人驚訝地以1-7慘敗德國，季軍戰以3-0慘敗荷蘭，獲得第四名。

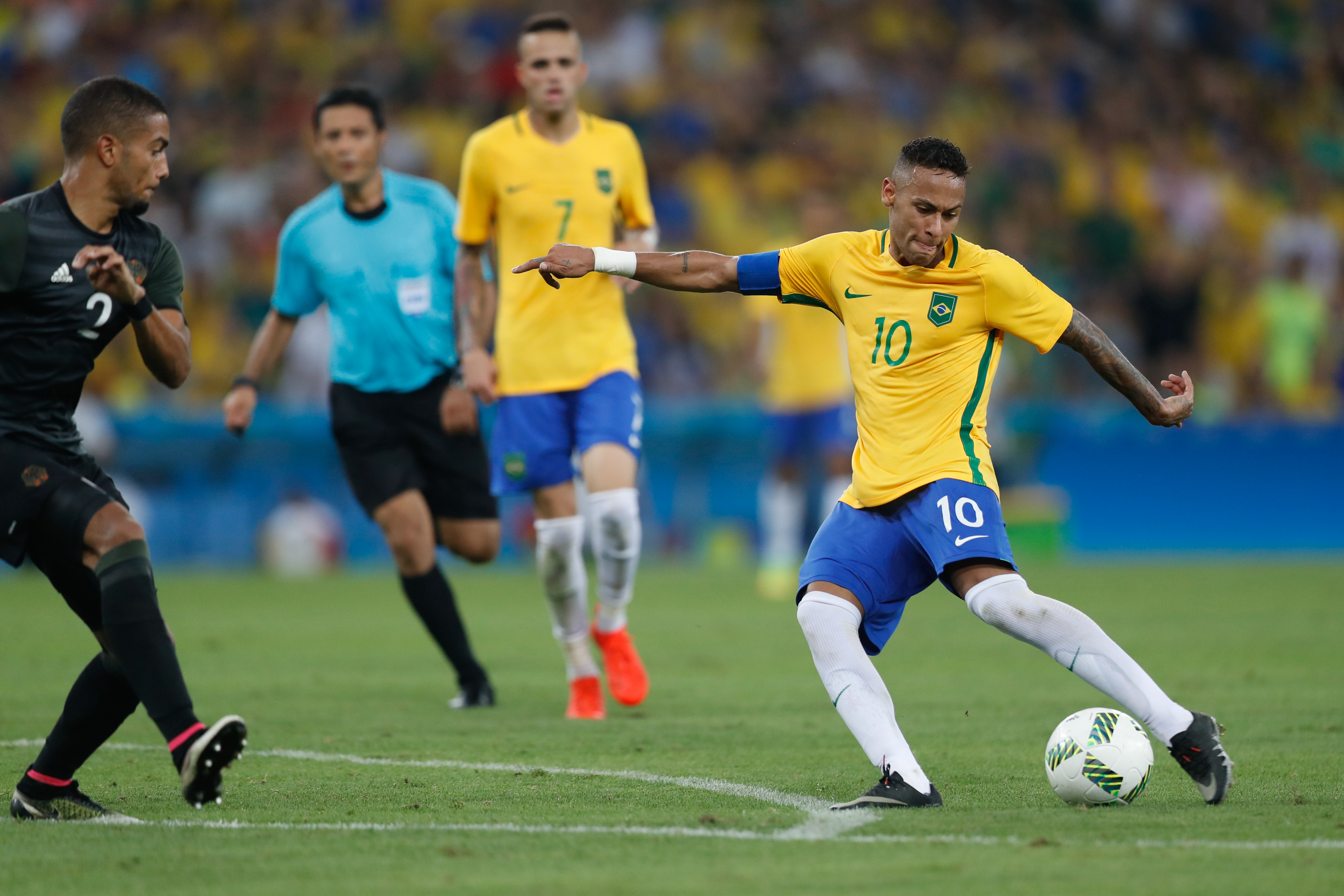
2016年里約熱內盧奧運男足對德國U23的尼馬

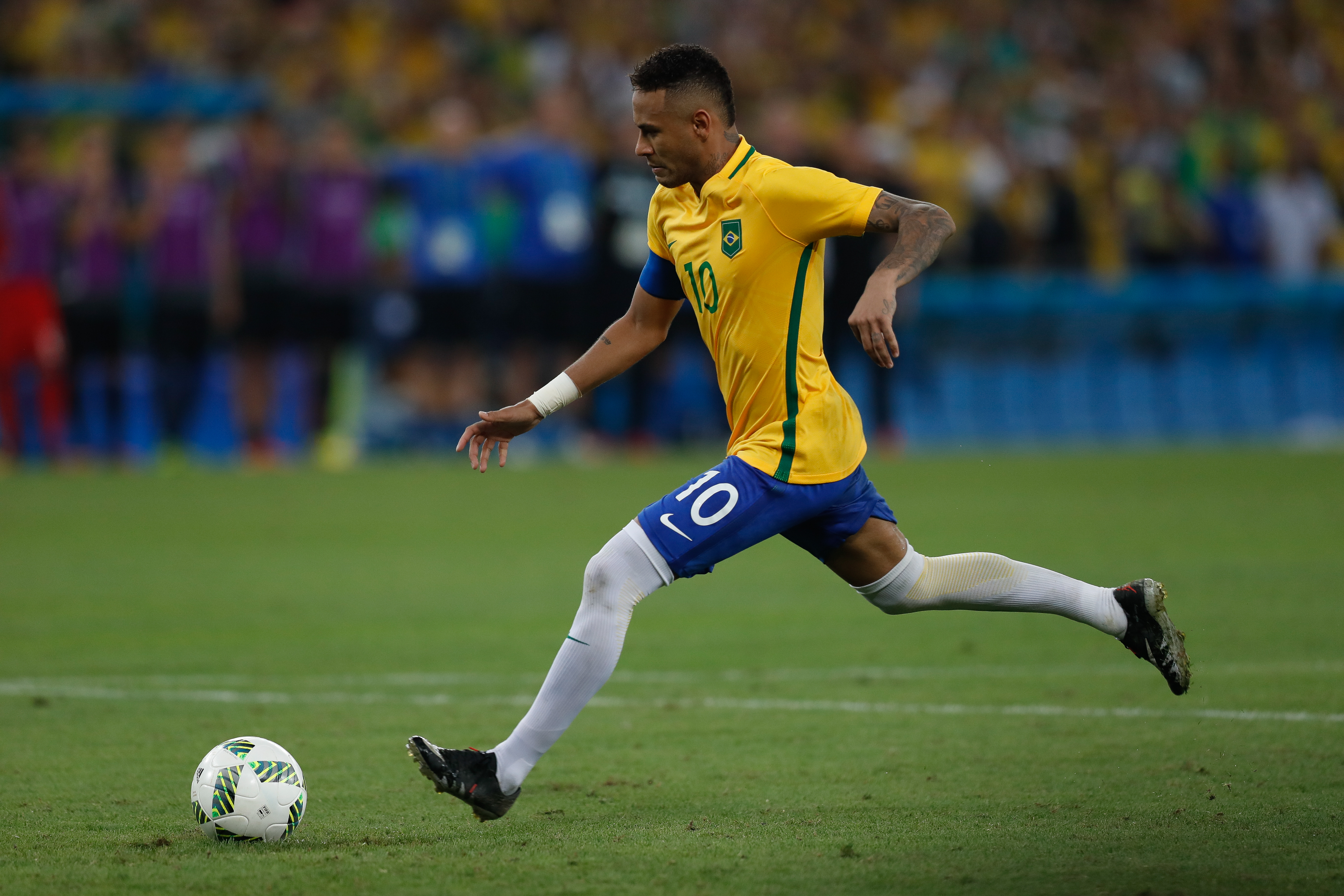
2016年里約熱內盧奧運男足對德國U23的尼馬，尼馬在互射十二碼階段主射十二碼

2016年里約熱內盧奧運中，尼馬再被徵召入巴西U23，同時被委任為隊長，他在分組賽賽事沒有入球，直至在十六強賽事對哥倫比亞才有入球，帶領巴西一步一步闖入決賽。於決賽中與德國U23賽和一比一，憑互射十二碼為巴西首奪奧運足球金牌。

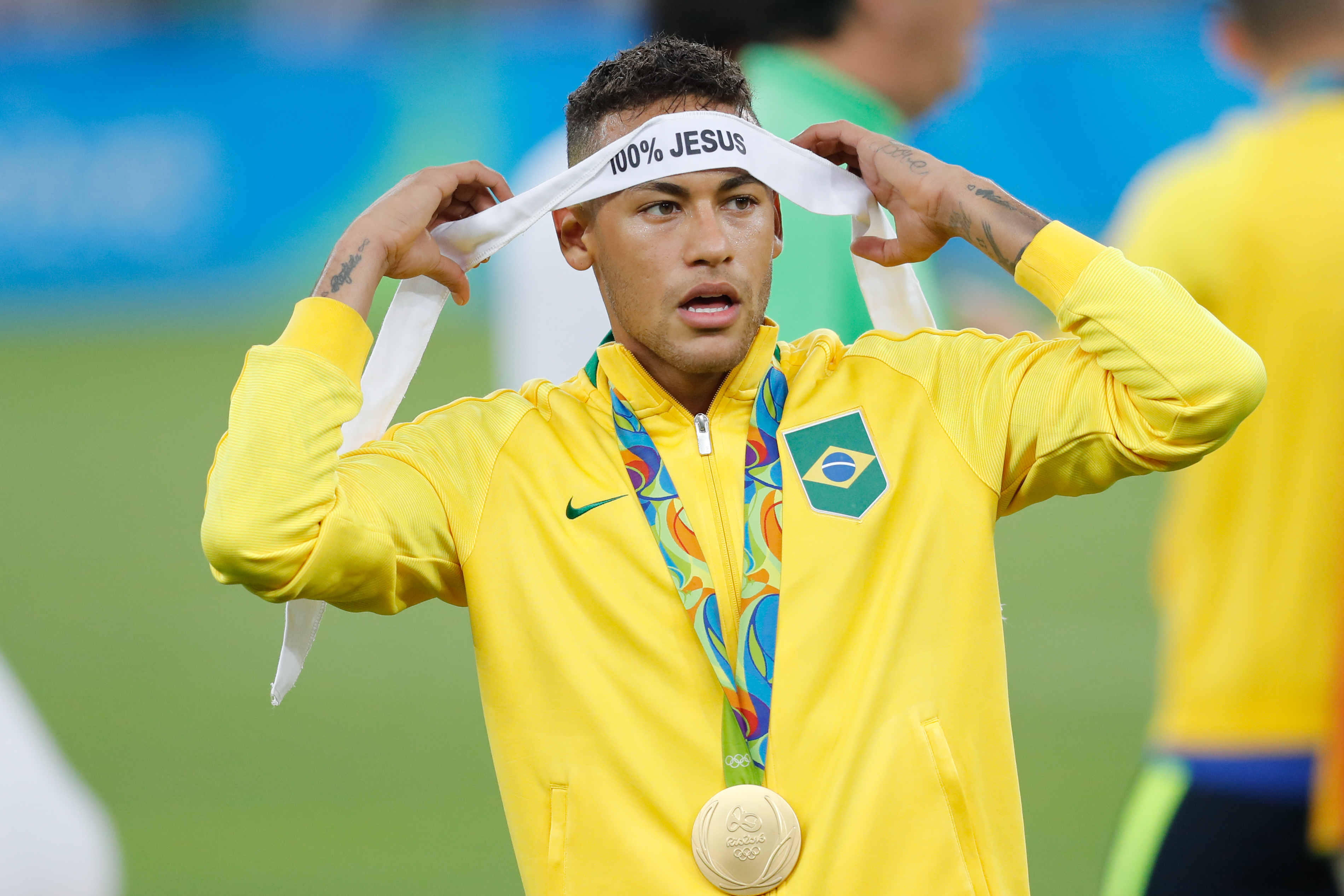
2016年里約熱內盧奧運男足，尼馬和巴西隊隊友獲得金牌

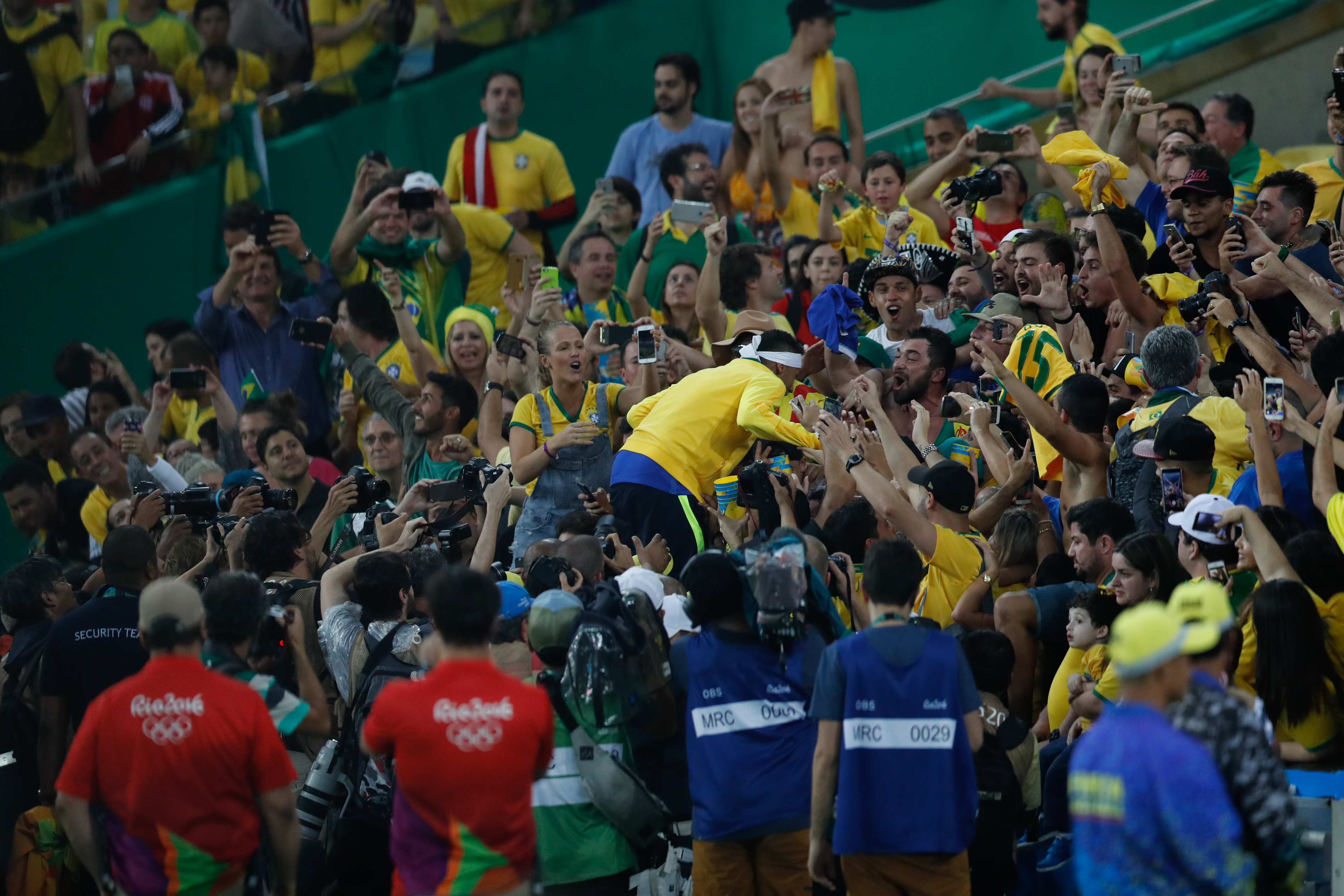
2016年里約熱內盧奧運男足，尼馬在巴西奪冠後和觀眾慶祝奪冠

2018年世界盃，尼馬亦貢獻了兩顆進球，但尼馬在多場比賽於領先狀態下倒地數分鐘不起，遭各國媒體、網友揶揄，稱「尼馬滾」，而後遭比利時擊敗，止步於八強。
2021年美洲杯，内马尔6场比赛贡献了2球3助攻，并率领卫冕冠军巴西闯入决赛对阵阿根廷。而在决赛前，南美足联宣布内马尔与阿根廷球星兼队长梅西一同当选2021年美洲杯最佳球员。最终阿根廷凭借迪马利亚的制胜进球，1-0击败了卫冕冠军巴西。
2022年世界盃，尼馬在對陣塞爾維亞的小組賽中被對手侵犯九次，導致踝關節韌帶拉傷而需要休賽，到十六強對陣南韓時才上場，成功攻入一球。結果巴西在八強賽互射十二碼不敵克羅地亞，連續兩屆止步八強。

### 國際賽入球
最後更新：2022年12月9日。
| ‡ | 表示以十二碼罰球得分   |
|   | 表示該場比賽巴西隊得勝 |
|   | 表示該場比賽巴西隊敗北 |
|   | 表示該場比賽平手       |

比分左側皆為巴西隊進球數，「進球比分」表示內馬爾進球時的比分。
| 進球數 | 日期           | 比賽場館                                     | 出場次數 | 對手     | 進球比分 | 終場比分     | 賽事名稱                   | Ref.          |
| ------ | -------------- | -------------------------------------------- | -------- | -------- | -------- | ------------ | -------------------------- | ------------- |
| 1      | 2010年8月10日  | 美國東盧瑟福大都會人壽體育場                 | 1        | 美国     | 1–0      | 2–0          | 友誼賽                     | [ 21 ]        |
| 2      | 2011年3月27日  | 英國倫敦酋長球場                             | 3        | 苏格兰   | 1–0      | 2–0          | 友誼賽                     | [ 22 ]        |
| 3      | 2011年3月27日  | 英國倫敦酋長球場                             | 3        | 苏格兰   | 2–0‡     | 2–0          | 友誼賽                     | [ 22 ]        |
| 4      | 2011年7月13日  | 阿根廷馬里奧·阿爾韋托·肯佩斯體育場           | 8        |          | 2–1      | 4–2          | 2011年美洲國家盃           | [ 23 ]        |
| 5      | 2011年7月13日  | 阿根廷馬里奧·阿爾韋托·肯佩斯體育場           | 8        | 4–2      |          | 4–2          | 2011年美洲國家盃           | [ 23 ]        |
| 6      | 2011年8月10日  | 德國司徒加特競技場                           | 10       | 德国     | 2–3      | 2–3          | 友誼賽                     | [ 24 ]        |
| 7      | 2011年9月28日  | 巴西貝倫帕拉奧林匹克體育場                   | 13       | 阿根廷   | 2–0      | 2–0          | 2011年南美超級經典盃       | [ 25 ]        |
| 8      | 2011年10月8日  | 哥斯大黎加聖荷西國家體育場                   | 14       |          | 1–0      | 1–0          | 友誼賽                     | [ 26 ]        |
| 9      | 2012年5月30日  | 美國蘭多弗聯邦快遞球場                       | 17       | 美国     | 1–0‡     | 4–1          | 友誼賽                     | [ 27 ]        |
| 10     | 2012年9月10日  | 巴西勒西菲阿魯達球場                         | 22       | 中國     | 2–0      | 8–0          | 友誼賽                     | [ 28 ]        |
| 11     | 2012年9月10日  | 巴西勒西菲阿魯達球場                         | 22       | 中國     | 5–0      | 8–0          | 友誼賽                     | [ 28 ]        |
| 12     | 2012年9月10日  | 巴西勒西菲阿魯達球場                         | 22       | 中國     | 6–0      | 8–0          | 友誼賽                     | [ 28 ]        |
| 13     | 2012年9月19日  | 巴西戈亞尼亞塞拉多拉達體育場                 | 23       | 阿根廷   | 2–1‡     | 2–1          | 2012年南美超級經典盃       | [ 29 ]        |
| 14     | 2012年10月11日 | 瑞典马尔默瑞典銀行球場                       | 24       | 伊拉克   | 5–0      | 6–0          | 友誼賽                     | [ 30 ]        |
| 15     | 2012年10月16日 | 波蘭弗羅次瓦夫弗羅茨瓦夫市立球場             | 25       | 日本     | 2–0      | 4–0          | 友誼賽                     | [ 31 ]        |
| 16     | 2012年10月16日 | 波蘭弗羅次瓦夫弗羅茨瓦夫市立球場             | 25       | 日本     | 3–0      | 4–0          | 友誼賽                     | [ 31 ]        |
| 17     | 2012年11月15日 | 美國東盧瑟福大都會人壽體育場                 | 26       | 哥伦比亚 | 1–1      | 1–1          | 友誼賽                     | [ 32 ]        |
| 18     | 2013年4月6日   | 玻利維亞聖克魯斯-德拉謝拉拉蒙·阿吉萊拉體育場 | 31       | 玻利维亚 | 2–0      | 4–0          | 友誼賽                     | [ 33 ]        |
| 19     | 2013年4月6日   | 玻利維亞聖克魯斯-德拉謝拉拉蒙·阿吉萊拉體育場 | 31       | 玻利维亚 | 3–0      | 4–0          | 友誼賽                     | [ 33 ]        |
| 20     | 2013年4月24日  | 巴西美景市米內羅體育場                       | 32       | 智利     | 2–1      | 2–2          | 友誼賽                     | [ 34 ]        |
| 21     | 2013年6月15日  | 巴西巴西利亞加林查體育場                     | 35       | 日本     | 1–0      | 3–0          | 2013年洲際國家盃           | [ 35 ]        |
| 22     | 2013年6月19日  | 巴西福塔萊薩卡斯特勞體育場                   | 36       | 墨西哥   | 1–0      | 2–0          | 2013年洲際國家盃           | [ 36 ]        |
| 23     | 2013年6月22日  | 巴西薩爾瓦多豐特諾瓦體育場                   | 37       | 義大利   | 2–1      | 4–2          | 2013年洲際國家盃           | [ 37 ]        |
| 24     | 2013年6月30日  | 巴西里約熱內盧馬拉卡納體育場                 | 39       | 西班牙   | 2–0      | 3–0          | 2013年洲際國家盃           | [ 38 ]        |
| 25     | 2013年9月7日   | 巴西巴西利亞加林查體育場                     | 41       |          | 3–0      | 6–0          | 友誼賽                     | [ 39 ]        |
| 26     | 2013年9月10日  | 美國福克斯堡吉列體育場                       | 42       | 葡萄牙   | 2–1      | 3–1          | 友誼賽                     | [ 40 ]        |
| 27     | 2013年10月12日 | 南韓首爾世界盃競技場                         | 43       |          | 1–0      | 2–0          | 友誼賽                     | [ 41 ]        |
| 28     | 2014年3月5日   | 南非約翰尼斯堡FNB體育場                      | 47       | 南非     | 2–0      | 5–0          | 友誼賽                     | [ 42 ]        |
| 29     | 2014年3月5日   | 南非約翰尼斯堡FNB體育場                      | 47       | 南非     | 3–0      | 5–0          | 友誼賽                     | [ 42 ]        |
| 30     | 2014年3月5日   | 南非約翰尼斯堡FNB體育場                      | 47       | 南非     | 5–0      | 5–0          | 友誼賽                     | [ 42 ]        |
| 31     | 2014年6月3日   | 巴西戈亞尼亞塞拉多拉達體育場                 | 48       | 巴拿马   | 1–0      | 4–0          | 友誼賽                     | [ 43 ]        |
| 32     | 2014年6月12日  | 巴西聖保羅哥林多人競技場                     | 50       |          | 1–1      | 3–1          | 2014年國際足協世界盃       | [ 44 ]        |
| 33     | 2014年6月12日  | 巴西聖保羅哥林多人競技場                     | 50       | 2–1‡     |          | 3–1          | 2014年國際足協世界盃       | [ 44 ]        |
| 34     | 2014年6月23日  | 巴西巴西利亞加林查體育場                     | 52       | 喀麦隆   | 1–0      | 4–1          | 2014年國際足協世界盃       | [ 45 ]        |
| 35     | 2014年6月23日  | 巴西巴西利亞加林查體育場                     | 52       | 喀麦隆   | 2–1      | 4–1          | 2014年國際足協世界盃       | [ 45 ]        |
| 36     | 2014年9月5日   | 美國邁阿密花園硬石體育場                     | 55       | 哥伦比亚 | 1–0      | 1–0          | 友誼賽                     | [ 46 ]        |
| 37     | 2014年10月14日 | 新加坡加冷國家體育場                         | 58       | 日本     | 1–0      | 4–0          | 友誼賽                     | [ 47 ] [ 48 ] |
| 38     | 2014年10月14日 | 新加坡加冷國家體育場                         | 58       | 日本     | 2–0      | 4–0          | 友誼賽                     | [ 47 ] [ 48 ] |
| 39     | 2014年10月14日 | 新加坡加冷國家體育場                         | 58       | 日本     | 3–0      | 4–0          | 友誼賽                     | [ 47 ] [ 48 ] |
| 40     | 2014年10月14日 | 新加坡加冷國家體育場                         | 58       | 日本     | 4–0      | 4–0          | 友誼賽                     | [ 47 ] [ 48 ] |
| 41     | 2014年11月12日 | 土耳其伊斯坦堡薩拉科格魯球場                 | 59       | 土耳其   | 1–0      | 4–0          | 友誼賽                     | [ 49 ]        |
| 42     | 2014年11月12日 | 土耳其伊斯坦堡薩拉科格魯球場                 | 59       | 土耳其   | 4–0      | 4–0          | 友誼賽                     | [ 49 ]        |
| 43     | 2015年3月26日  | 法國聖但尼法蘭西體育場                       | 61       | 法國     | 2–1      | 3–1          | 友誼賽                     | [ 50 ]        |
| 44     | 2015年6月14日  | 智利特木科赫爾曼·貝克市政體育場              | 64       | 秘魯     | 1–1      | 2–1          | 2015年美洲國家盃           | [ 51 ]        |
| 45     | 2015年9月8日   | 美國福克斯堡吉列體育場                       | 67       | 美国     | 2–0‡     | 4–1          | 友誼賽                     | [ 52 ]        |
| 46     | 2015年9月8日   | 美國福克斯堡吉列體育場                       | 67       | 美国     | 4–0      | 4–1          | 友誼賽                     | [ 52 ]        |
| 47     | 2016年9月1日   | 厄瓜多基多阿塔瓦爾帕奧林匹克體育場           | 71       |          | 1–0‡     | 3–0          | 2018年國際足協世界盃外圍賽 | [ 53 ]        |
| 48     | 2016年9月6日   | 巴西瑪瑙斯亞馬遜競技場                       | 72       | 哥伦比亚 | 2–1      | 2–1          | 2018年國際足協世界盃外圍賽 | [ 54 ]        |
| 49     | 2016年10月6日  | 巴西納塔爾沙丘競技場                         | 73       | 玻利维亚 | 1–0      | 5–0          | 2018年國際足協世界盃外圍賽 | [ 55 ]        |
| 50     | 2016年11月10日 | 巴西美景市米內羅體育場                       | 74       | 阿根廷   | 2–0      | 3–0          | 2018年國際足協世界盃外圍賽 | [ 56 ]        |
| 51     | 2017年3月23日  | 烏拉圭蒙特維多世紀球場                       | 76       | 乌拉圭   | 3–1      | 4–1          | 2018年國際足協世界盃外圍賽 | [ 57 ]        |
| 52     | 2017年3月28日  | 巴西聖保羅哥林多人競技場                     | 77       | 巴拉圭   | 2–0      | 3–0          | 2018年國際足協世界盃外圍賽 | [ 58 ]        |
| 53     | 2017年11月10日 | 法國阿斯克新城皮埃爾·莫魯瓦球場              | 82       | 日本     | 1–0      | 3–1          | 友誼賽                     | [ 59 ]        |
| 54     | 2018年6月3日   | 英國利物浦安菲爾德球場                       | 84       |          | 1–0      | 2–0          | 友誼賽                     | [ 60 ]        |
| 55     | 2018年6月10日  | 奧地利維也納恩斯特·哈佩爾球場                | 85       | 奥地利   | 2–0      | 3–0          | 友誼賽                     | [ 61 ]        |
| 56     | 2018年6月22日  | 俄羅斯聖彼得堡聖彼得堡體育場                 | 87       |          | 2–0      | 2–0          | 2018年國際足協世界盃       | [ 62 ]        |
| 57     | 2018年7月2日   | 俄羅斯薩馬拉薩馬拉競技場                     | 89       | 墨西哥   | 1–0      | 2–0          | 2018年國際足協世界盃       | [ 63 ]        |
| 58     | 2018年9月7日   | 美國東盧瑟福大都會人壽體育場                 | 91       | 美国     | 2–0‡     | 2–0          | 友誼賽                     | [ 64 ]        |
| 59     | 2018年9月11日  | 美國蘭多弗聯邦快遞球場                       | 92       | 薩爾瓦多 | 1–0‡     | 5–0          | 友誼賽                     | [ 65 ]        |
| 60     | 2018年11月16日 | 英國倫敦酋長球場                             | 95       | 乌拉圭   | 1–0      | 1–0          | 友誼賽                     | [ 66 ]        |
| 61     | 2019年9月6日   | 美國邁阿密花園硬石體育場                     | 98       | 哥伦比亚 | 2–2      | 2–2          | 友誼賽                     | [ 67 ]        |
| 62     | 2020年10月13日 | 秘魯利馬國家體育場                           | 103      | 秘魯     | 1–1‡     | 4–2          | 2022年國際足協世界盃外圍賽 | [ 68 ]        |
| 63     | 2020年10月13日 | 秘魯利馬國家體育場                           | 103      | 秘魯     | 3–2‡     | 4–2          | 2022年國際足協世界盃外圍賽 | [ 68 ]        |
| 64     | 2020年10月13日 | 秘魯利馬國家體育場                           | 103      | 秘魯     | 4–2      | 4–2          | 2022年國際足協世界盃外圍賽 | [ 68 ]        |
| 65     | 2021年6月4日   | 巴西阿雷格里港河岸球場                       | 104      |          | 2–0‡     | 2–0          | 2022年國際足協世界盃外圍賽 | [ 69 ]        |
| 66     | 2021年6月8日   | 巴拉圭亞松森查科守衛者體育場                 | 105      | 巴拉圭   | 1–0      | 2–0          | 2022年國際足協世界盃外圍賽 | [ 70 ]        |
| 67     | 2021年6月13日  | 巴西巴西利亞加林查體育場                     | 106      | 委內瑞拉 | 2–0‡     | 3–0          | 2021年美洲國家盃           | [ 71 ]        |
| 68     | 2021年6月17日  | 巴西里約熱內盧奧林匹克體育場                 | 107      | 秘魯     | 2–0      | 4–0          | 2021年美洲國家盃           | [ 72 ]        |
| 69     | 2021年9月9日   | 巴西聖洛倫索-達馬塔伯南布哥體育場            | 113      | 秘魯     | 2–0      | 2–0          | 2022年國際足協世界盃外圍賽 | [ 73 ]        |
| 70     | 2021年10月14日 | 巴西瑪瑙斯亞馬遜競技場                       | 115      | 乌拉圭   | 1–0      | 4–1          | 2022年國際足協世界盃外圍賽 | [ 74 ]        |
| 71     | 2022年3月24日  | 巴西里約熱內盧馬拉卡納體育場                 | 117      | 智利     | 1–0‡     | 4–0          | 2022年國際足協世界盃外圍賽 | [ 75 ]        |
| 72     | 2022年6月2日   | 南韓首爾世界盃競技場                         | 118      |          | 2–1‡     | 5–1          | 友誼賽                     | [ 76 ]        |
| 73     | 2022年6月2日   | 南韓首爾世界盃競技場                         | 118      | 3–1‡     |          | 5–1          | 友誼賽                     | [ 76 ]        |
| 74     | 2022年6月6日   | 日本東京都國立競技場                         | 119      | 日本     | 1–0‡     | 1–0          | 友誼賽                     | [ 77 ]        |
| 75     | 2022年9月27日  | 法國巴黎王子公園體育場                       | 121      | 突尼西亞 | 3–1‡     | 5–1          | 友誼賽                     | [ 78 ]        |
| 76     | 2022年12月5日  | 卡達多哈974體育場                            | 123      |          | 2–0‡     | 4–1          | 2022年國際足協世界盃       | [ 79 ]        |
| 77     | 2022年12月9日  | 卡達賴揚教育城體育場                         | 124      |          | 1–0      | 1–1 （2–4 ） | 2022年國際足協世界盃       | [ 80 ]        |
| 78     | 2023年9月8日   | 巴西貝倫帕拉奧林匹克體育場                   | 125      | 玻利维亚 | 4–0      | 5–1          | 2026年國際足協世界盃外圍賽 | [ 81 ]        |
| 79     | 2023年9月8日   | 巴西貝倫帕拉奧林匹克體育場                   | 125      | 玻利维亚 | 5–1      | 5–1          | 2026年國際足協世界盃外圍賽 | [ 81 ]        |

## 個人生活
他與妹妹拉斐拉·貝克蘭（Rafaella Beckran）有著非常親密的兄弟姐妹關係，並通過將她的臉紋在他的手臂上來紀念她，而貝克蘭則將她哥哥的眼睛紋在她的手臂上。
內馬爾是基督徒，信奉該宗教的五旬節派。內馬爾在談到他的信仰時說：“只有當我們的最高理想是侍奉基督時，生活才有意義！”此外，他有時戴著帶有“100% Jesus”字樣的頭帶。據報導，內馬爾還將他的收入（10%）捐給他的教會，並將卡卡作為他的宗教榜樣。每年，內馬爾都會在內內的家鄉容迪亞伊與巴西足球運動員內內組織一場慈善比賽，目的是為貧困家庭籌集食物。除了他的母語葡萄牙文外，內馬爾還會說西班牙文。
內馬爾在2022年巴西大选中支持時任總統博尔索纳罗。

## 榮譽

### 球會
山度士
- 聖保羅州足球甲級聯賽冠軍：2010、2011、2012
- 巴西盃冠軍：2010
- 南美自由盃冠軍：2011
- 南美超級盃冠軍：2012

 巴塞隆拿
- 西班牙足球甲级联赛冠軍：2014–15、2015–16
- 西班牙國王盃冠軍：2014–15、2015–16、2016–17
- 西班牙超級盃冠軍：2013、2016
- 歐洲冠軍聯賽冠軍：2014–15
- 欧洲超级杯冠軍：2015
- 国际足联俱乐部世界杯冠軍：2015

 巴黎圣日耳曼
- 法国足球甲级联赛冠軍：2017–18、2018–19、2019–20、2021–22、2022–23
- 法國盃冠軍：2017–18、2019–20、2020–21
- 法国联赛杯冠軍： 2017–18、2019–20
- 法国超級杯冠軍：2018、2019、2020、2022

 希拉爾
- 沙特超級盃冠軍：2023[86]、2024
- 沙特職業足球聯賽冠軍：2023–24
- 沙特国王杯冠軍：2024

### 國家隊
巴西U20
- 南美洲U-20錦標賽冠軍：2011

 巴西奧運代表隊
- 奧林匹克運動會足球比賽金牌：2016

 巴西
- 洲際國家盃冠軍：2013

### 個人
- 南美足球先生：2011、2012

## 影視作品
- 2019年：Netflix《紙房子》第三部 飾演 喬埃（特別出演）
- 限制級戰警：重返極限 客串

## 外部連結
- Soccerway資料庫：内马尔